# Hugo Batalla
Pour les articles homonymes, voir Batalla.
Hugo Batalla Parentini, né à Montevideo (Uruguay) le 11 juillet 1926 et mort dans cette ville le 3 octobre 1998, est un avocat et homme politique uruguayen, membre du Parti colorado, qui a été vice-président de l'Uruguay de 1995 à 1998 pendant la présidence de Julio María Sanguinetti.

## Biographie
Il étudie à l'Institut Alfredo Vásquez Acevedo puis à l'université de la République.